# Ngô Chu Giao
Ngô Chu Giao (chữ Hán: 吳周繇), là vị quân chủ thứ 11 của nước Ngô tồn tại từ cuối thời nhà Thương sang thời Đông Chu trong lịch sử Trung Quốc.
Ông mang họ Cơ, là con của Ngô Kha Lư – quân chủ thứ 10 nước Ngô.
Sử sách không ghi chép thời gian ông làm quân chủ, không rõ năm bắt đầu, năm mất và các sự kiện trong thời gian ông ở ngôi.
Sau khi ông mất, con ông là Cơ Khuất Vũ lên nối ngôi.